# Glossar Chemikalienrecht
Auf dieser Seite werden Begriffe aus dem Chemikalienrecht, der REACH-Verordnung, zur Normung und der Toxikologie, entsprechende Abkürzungen und Akronyme und ihr entsprechender Bezug zusammengefasst.
| Abkürzung     | Bezeichnung | Bezug/Bemerkung                                                                        |
| ------------- | --- | -------------------------------------------------------------------------------------- |
| ACGIH         | American Conference of Government Industrial Hygienists                                                                                     | Rat für Arbeitsschutz und Gefahrstoffe in Amerika                                      |
| ACSH          | American Council on Science and Health |                                                                                        |
| ACSH          | The Advisory Committee on Safety and Health at Work                                                                                         | Der Beratende Ausschuss für Sicherheit und Gesundheit am Arbeitsplatz ECHA Gremium     |
| ADI           | Acceptable Daily Intake | Grenzwert/menschliche Gesundheit                                                       |
| AF            | Assessment Factor | Risikobewertung/Grenzwertberechnung                                                    |
| AFNOR         | Association Francaise de Normatisation | Französisches Institut für Normung                                                     |
| AGW           | Arbeitsplatzgrenzwert |                                                                                        |
| AICS          | Australian Inventory of Chemical Substances                                                                                                 | Stoffinventar (Australien)                                                             |
| AOX           | Adsorbable Organic halogen compounds | Adsorbierbare organisch gebundene Halogene                                             |
| APF           | Assigned Protection Factor | Risikobewertung                                                                        |
| ATE           | Acute Toxicity Estimates | Grenzwert/menschliche Gesundheit                                                       |
| ATP           | Adaptation to Technical and scientific Progress                                                                                             | Einstufungsprozess unter REACH                                                         |
| BCF           | Bio-Concentration Factor | Biokonzentrationsfaktor                                                                |
| BEQ           | Bioanalytical EQuivalent | Quantifizierung der biologischen Aktivität von komplexen Stoffgemischen                |
| BET           | Brunauer, Emmett und Teller | Verfahren zur Größenbestimmung von Oberflächen                                         |
| BGV           | Biological Guidance Value | Grenzwert/menschliche Gesundheit                                                       |
| BLV           | Biological Limit Value | Grenzwert/menschliche Gesundheit                                                       |
| BMD/BMC       | Benchmark Dosis/Benchmark Concentration | Grenzwert/menschliche Gesundheit                                                       |
| BOD           | Biochemical Oxygen Demand | Biochemischer Sauerstoffbedarf                                                         |
| BOELV         | Binding Occupational Exposure Limit Value                                                                                                   | Grenzwert/menschliche Gesundheit                                                       |
| BSB           | Biochemischer Sauerstoffbedarf |                                                                                        |
| Bw            | Body weight | Körpergewicht                                                                          |
| CAD           | Chemical Agents Directive | EU-Richtlinie 98/24/EC                                                                 |
| CARACAL       | Competent Authorities for REACH and CLP | Arbeitsgruppe unter REACH/CLP                                                          |
| CHESAR        | CHEmical Safety Assessment and Reporting tool                                                                                               | ECHA-Software zur Datenverarbeitung                                                    |
| CICP          | Complex Inorganic Coloured Pigments | Stoffgruppe                                                                            |
| CLP           | Classification, Labelling and Packaging | EU-Verordnung 1272/2008                                                                |
| CMD/CMRD      | Carcinogens, Mutagens or Reprotoxic substances Directive                                                                                    | EU-Richtlinie 2004/37/EC                                                               |
| CMR           | Carcinogenic, Mutagenic and toxic to Reproduction                                                                                           | Gefahrenklasse/menschliche Gesundheit                                                  |
| CNS           | Central Nervous System | Zentrales Nervensystem                                                                 |
| COD           | Chemical Oxygen Demand | Chemischer Sauerstoffbedarf (CSB)                                                      |
| CoRAP         | Community Rolling Action Plan | REACH-Implementierung                                                                  |
| CSA           | Chemical Safety Assessment | Stoffbewertung im Rahmen von REACH                                                     |
| CSB           | Chemischer Sauerstoffbedarf |                                                                                        |
| CSR           | Chemical Safety Report | Registrierungsprozess                                                                  |
| DMEL          | Derived Minimum Effect Level | Grenzwert/menschliche Gesundheit                                                       |
| DNEL          | Derived No-Effect Level | Grenzwert/menschliche Gesundheit                                                       |
| DOC           | Dissolved Organic Carbon | Gelöster organischer Kohlenstoff                                                       |
| DPD           | Dangerous Preparations Directive | Richtlinie 1999/45/EG (Zubereitungsrichtlinie)                                         |
| DSD           | Dangerous Substances Directive | Richtlinie 67/548/EWG (Stoffrichtlinie)                                                |
| DSL           | Domestic Substances List | Liste der einheimischen Stoffe (Kanada)                                                |
| DU            | Downstream User | Nachgeschalteter Anwender                                                              |
| EBW           | Exposure Based Waiving | Expositionsbasierte Testausnahme                                                       |
| ECHA          | European CHemicals Agency | Europäische Behörde                                                                    |
| EC/ED         | Effective Concentration/Effective Dosis | Grenzwert/menschliche Gesundheit                                                       |
| EDI           | Estimated Daily Intake | Grenzwert/menschliche Gesundheit                                                       |
| EEC           | Estimated Environmental Concentration/Expected Environmental Concentration Estimated Exposure Concentration/Expected Exposure Concentration |                                                                                        |
| EEL           | Environmental Exposure Level | Grenzwert/Umwelt                                                                       |
| EINECS        | European Inventory of Existing Commercial Chemical Substances                                                                               | Europäisches Inventar der bekannten kommerziellen chemischen Stoffe / Altstoffinventar |
| ELINCS        | European List of Notified Chemical Substances                                                                                               | Europäische Liste angemeldeter chemischer Stoffe / Neustoffliste                       |
| EMDI          | Estimated Maximum Daily Intake | Grenzwert/menschliche Gesundheit                                                       |
| ENCS          | Inventory of Existing and New Chemical Substances                                                                                           | Alt- und Neu-Stoffinventar (Japan)                                                     |
| EOGRTS        | Extended One-Generation Reproductive Toxicity Study                                                                                         | Datenermittlung durch Tierversuche                                                     |
| EQSD          | Environmental Quality Standards Directive                                                                                                   | Europäische Richtlinie für Qualitätsstandards                                          |
| ERC           | Environmental Release Category | Umweltfreisetzungskategorie, siehe Expositionsszenario                                 |
| ES            | Exposition Scenario | Expositionsszenario                                                                    |
| EUSES         | European Union System for the Evaluation of Substances                                                                                      | System der Europäischen Union für die Stoffbewertung                                   |
| EWC/EWL       | European Waste Catalogue | Europäischer Abfallartenkatalog                                                        |
| GCL           | General Concentration Limit | Allgemeiner Konzentrationsgrenzwert                                                    |
| GHS           | Global Harmonised System | Global harmonisiertes System zur Einstufung und Kennzeichnung von Chemikalien          |
| GLP           | Gute Laborpraxis |                                                                                        |
| GRAS          | Generally Recognized As Safe | menschliche Gesundheit                                                                 |
| GWD           | Ground Water Directive | Europäische Richtlinie für Grundwasser                                                 |
| HPV           | High Production Volume Chemicals | Großvolumige Chemikalien                                                               |
| IARC          | International Agency for Research on Cancer                                                                                                 | Agentur der WHO                                                                        |
| IBC           | Intermediate Bulk Container | Großpackmittel                                                                         |
| IC            | Inhibition Concentration | Hemmstoffkonzentration, z. B. IC50                                                     |
| IECSC         | Inventory of Existing Chemical Substances in China                                                                                          | Stoffinventar (China)                                                                  |
| IMDG Code     | International Maritime Dangerous Goods Code                                                                                                 | Gefahrgutvorschriften für den internationalen Seetransport                             |
| IOELV         | Indicative Occupational Exposure Limit Value                                                                                                | Grenzwert/menschliche Gesundheit                                                       |
| IRIS          | Integrated Risk Information System | Informationssystem der EPA                                                             |
| IUCLID        | International Uniform ChemicaL Information Database                                                                                         | ECHA-Software zur Datenverarbeitung                                                    |
| KECI/KECL     | Korea Existing Chemical Inventory/List | Stoffinventar (Korea)                                                                  |
| LC/LD         | Lethal Concentration/Lethal Dose | Grenzwert/menschliche Gesundheit                                                       |
| LCA           | Life Cycle Assessment | Bewertung des Lebensweg eines Stoffes                                                  |
| LED           | Lowest-Eeffective Dose | Grenzwert/menschliche Gesundheit                                                       |
| LOAEC / LOAEL | Lowest Observed Adverse Effect Concentration/Level                                                                                          | Grenzwert/menschliche Gesundheit                                                       |
| LOEC / LOEL   | Lowest Observed Effect Concentration/Level                                                                                                  | Grenzwert/menschliche Gesundheit                                                       |
| LPV           | Low Production Volume Chemicals | Kleinvolumige Chemikalien                                                              |
| LTCR          | Life Time Cancer Risk | Risikobewertung                                                                        |
| MAC           | Maximum Allowable/Admissible/Acceptable Concentration                                                                                       | Arbeitsplatzgrenzwert                                                                  |
| MAK           | Maximale Arbeitsplatz Konzentration | Arbeitsplatzgrenzwert                                                                  |
| MCL           | Maximum Contaminant Level | Grenzwert/menschliche Gesundheit                                                       |
| MEED          | Metals Environment Exposure Data | Exposition in die Umwelt                                                               |
| MEL           | Maximum Exposure Limit | Grenzwert/menschliche Gesundheit                                                       |
| MISA          | Metal and Inorganic Sectorial Approach | Arbeitsgruppe von ECHA und Industrie                                                   |
| MOE           | Margin Of Exposure |                                                                                        |
| MRL           | Maximum Residue Limit (Rückstandshöchstgehalt) Minimal Risk Level                                                                           |                                                                                        |
| MTC           | Maximum Tolerable Concentration LC0 | Grenzwert/menschliche Gesundheit                                                       |
| MTD           | Maximum Tolerable Dose LD0 Maximum Tolerated Dose                                                                                           | Grenzwert/menschliche Gesundheit                                                       |
| MTEL          | Maximum Tolerable Exposure Level | Grenzwert/menschliche Gesundheit-Umwelt                                                |
| NDSL          | Non-Domestic Substances List | Liste der nicht-einheimischen Stoffe (Kanada)                                          |
| NED           | No-Effect Dose | Grenzwert/menschliche Gesundheit                                                       |
| NEL           | No-Effect Level | Grenzwert/menschliche Gesundheit, oft ersetzt durch NOAEL oder NOEL                    |
| NIOSH         | National Institute for Occupational Safety & Health                                                                                         | Nationales Institut für Arbeitsschutz (USA)                                            |
| NLP           | No Longer Polymers | Stoffe, die nicht länger als Polymere gelten                                           |
| NOAEC         | No Observed Adverse Effect Concentration | Grenzwert/menschliche Gesundheit                                                       |
| NOAEL         | No Observed Adverse Effect Level | Grenzwert/menschliche Gesundheit                                                       |
| NOEC          | No Observed Effect Concentration | Grenzwert/menschliche Gesundheit                                                       |
| NOEL          | No Observed Effect Level | Grenzwert/menschliche Gesundheit                                                       |
| NONS          | Notification Of New Substances | Registrierungsverfahren vor REACH                                                      |
| NRL           | No-Response Level | Grenzwert/menschliche Gesundheit                                                       |
| NTP           | National Toxicology Program | Nationales Toxikologieprogramm (USA)                                                   |
| OEL (EU-OEL)  | Occupational Exposure Limit | Grenzwert/menschliche Gesundheit                                                       |
| OES           | Occupational Exposure Standard |                                                                                        |
| OSHA          | Occupational Safety and Health Administration                                                                                               | Arbeitsschutzbehörde in den Vereinigten Staaten                                        |
| OSHA          | Europäische Agentur für Sicherheit und Gesundheitsschutz am Arbeitsplatz (EU-OSHA)                                                          | Europäische Organisation                                                               |
| PACT          | Public Activities Coordination Tool | Informationstool der ECHA                                                              |
| PBT           | Persistent, Bioaccumulative, Toxic substances                                                                                               | Gruppe von Stoffen mit bestimmten Eigenschaften                                        |
| PCC           | Population Critical Concentration | Grenzwert/menschliche Gesundheit                                                       |
| PCN           | Poison Center Notification | Gefahrstoffinformation                                                                 |
| PEC           | Predicted Environmental Concentration/Predicted Exposure Concentration                                                                      | Vorhergesagte Umweltkonzentration Grenzwert/Umwelt                                     |
| PEL           | Permissible Exposure Limit | Zulässiger Expositionsgrenzwert Grenzwert/menschliche Gesundheit                       |
| PetCo         | Petroleum and Coal stream Substances | Stoffgruppe                                                                            |
| PIC           | Prior Informed Consent | Verfahren der vorherigen Zustimmung nach Inkenntnissetzung Exportkontrolle             |
| PICCS         | Philippines Inventory of Commercial Chemical Substances                                                                                     | Stoffinventar (Philippinen)                                                            |
| PIP           | Persistent Inorganic Pollutant | Gruppe von Stoffen mit bestimmten Eigenschaften                                        |
| PNEC          | Predicted No Effect Concentration | Grenzwert/Umwelt                                                                       |
| POP           | Persistent Organic Pollutant | Gruppe von Stoffen mit bestimmten Eigenschaften                                        |
| PPD/PPE       | Personal Protective Device/Personal Protective Equipment                                                                                    |                                                                                        |
| PPORD         | Product and Process Orientated Research and Development Produkt- und verfahrensorientierte Forschung und Entwicklung                        | Registrierungsprozess                                                                  |
| PSA           | Persönliche Schutzausrüstung |                                                                                        |
| QSAR          | Quantitative Structure Activity Relation | Quantitative Struktur-Wirkungs-Beziehung                                               |
| RA            | Risk Assessment | Risikobewertung                                                                        |
| RAAF          | Read-Across Assessment Framework | Risikobewertung                                                                        |
| RAC           | Risk Assessment Committee | Ausschuss der ECHA                                                                     |
| RAR           | Risk Assessment Report | Bericht zur Risikobewertung                                                            |
| RCR           | Risk Characterisation Ratio | Risikobewertung                                                                        |
| RCRA          | Resource Conservation Recovery Act | Abfallkontrollverordnung (USA)                                                         |
| REACH         | Registration, Evaluation, Authorisation and Restriction of Chemicals                                                                        | EU-Verordnung 1907/2006                                                                |
| RMOA          | Regulatory Management Option Analysis | Risikobewertung                                                                        |
| RPE           | Respiratory Protection Efficiency | Risikobewertung                                                                        |
| RTECS         | Registry of Toxic Effects of Chemical Substances                                                                                            | Liste mit toxischen Wirkungen zu Chemikalien                                           |
| SARA          | Superfund Amendments and Reauthorization Act                                                                                                | Regelungen zum Umweltschutz und Störfallmanagement (USA)                               |
| SCHER         | Scientific Committee on Health and Environmental Risks                                                                                      | Beratender Ausschuss der Europäischen Kommission                                       |
| SCIP          | Substance of Concern In articles as such or in complex objects (Products)                                                                   | ECHA-Datenbank                                                                         |
| SCL           | Specific Concentration Limit | Spezifischer Konzentrationsgrenzwert                                                   |
| SCOEL         | Scientific Committee on Occupational Exposure Limits                                                                                        | Ausschuss der ECHA                                                                     |
| SEA           | Socio-Economic Analysis | Sozioökonomische Analyse Registrierungsprozess                                         |
| SEAC          | Socio-Economic Assessment Committee | Ausschuss der ECHA                                                                     |
| SIEF          | Substance Information Exchange Forum | Forum zum Austausch von Stoffinformationen Registrierungsprozess                       |
| SIP           | Substance Identity Profile | Stoffidentitätsprofil Registrierungsprozess                                            |
| STEL          | Short-Term Exposure Limit | Grenzwert für Kurzzeitexposition Grenzwert/menschliche Gesundheit                      |
| STOT          | Specific Target Organ Toxicity | Gefahrenklasse/menschliche Gesundheit                                                  |
| SVHC          | Substances of Very High Concern | Stoff sehr hoher Besorgnis Stoffgruppe/menschliche Gesundheit, Umwelt                  |
| TDI           | Tolerable Daily Intake | Grenzwert/menschliche Gesundheit                                                       |
| TEF           | Toxicity Equivalency Factor |                                                                                        |
| TEQ           | Toxic EQuivalent | Toxizitätsäquivalent                                                                   |
| TER           | Toxicity Exposure Ratio |                                                                                        |
| ThOD          | Theoretical Oxygen Demand | Theoretischer Sauerstoffbedarf                                                         |
| ThSB          | Theoretischer Sauerstoffbedarf |                                                                                        |
| TLV           | Threshold Limit Value | Arbeitsplatzgrenzwert                                                                  |
| TRA           | Targeted Risk Assessment | Gezielte Risikobewertung                                                               |
| TSCA          | Toxic Substance Control Act | Giftkontrollvorschriften (USA)                                                         |
| TTC           | Threshold of Toxicological Concern | Grenzwert/menschliche Gesundheit                                                       |
| TWA           | Time Weighted Average | Zeitbezogene Durchschnittskonzentration Grenzwert/menschliche Gesundheit               |
| UFI           | Unique Formula Identifier | Gefahrstoffinformation                                                                 |
| UVCB          | substances of Unknown or Variable composition, Complex reaction products or Biological materials                                            | Stoffe mit unklarer oder wechselnder Zusammensetzung                                   |
| VOC           | Volatile Organic Compounds | Flüchtige organische Kohlenwasserstoffe                                                |
| vPvB          | very Persistent, very Bioaccumulative substances                                                                                            | Gruppe von Stoffen mit bestimmten Eigenschaften                                        |
| WFD           | Water Frame Directive | Europäische Richtlinie für Wasser                                                      |
| WHMIS         | Workplace Hazardous Materials Information System                                                                                            | Informationssystem für gefährliche Stoffe am Arbeitsplatz (USA)                        |
| WoE           | Weight of Evidence | Beweiskraft der Daten                                                                  |
| WPC           | Working Party on Chemicals | Arbeitsgruppe des ACSH                                                                 |
| ZPAP          | Zero Pollution Action Plan | Aktionsplan der EU für Schadstofffreiheit von Luft, Wasser und Boden                   |